# روزي دوفيلد
روزماري كلير دوفيلد (بالإنجليزية: Rosie Duffield)‏ (ولدت في 1 يوليو 1971) هي سياسية في حزب العمل البريطاني، وكانت عضوة في البرلمان في كانتربيري منذ الانتخابات العامة في يونيو 2017.

## حياتها السابقة
وُلدت دوفيلد في مدينة نورويتش في إنجلترا، ومن ثم انتقلت إلى جنوب شرق لندن في وقت لاحق. تركت دوفيلد المدرسة في سن 16 عاما وحازت على تدريبا في المجال الإداري في مستشفى غاي، ثم التحقت ببرنامج التعليم الإضافي.
انتقلت إلى مدينة كانتربري في عام 1998، وعملت كمساعد مدرس. في عام 2016، ثم عملت كاتبة هجاء سياسي في وظيفة بدوام كامل في مشروع لمدة عام.
في عام 2015، وقفت في جناح سانت ستيفن التابع لمجلس مدينة كانتربري ولكنها خسرت أمام المحافظين، كما أنها كانت رئيسة لحزب العمال في كانتربري وشنت حملة حول قضايا تشمل حقوق الحيوان وحماية البيئة.